# Ferruccio Castellano
Ferruccio Castellano (Torre Pellice, 1946 - Turín, 16 de septiembre de 1983) fue un activista italiano, uno de los fundadores del movimiento cristiano homosexual en Italia.

## Biografía
En 1977 conoció a Franco Barbero y comenzaron a pensar en una conferencia nacional sobre la fe cristiana y la homosexualidad. Después de muchos intentos, gracias al interés y la disponibilidad del pastor Eugenio Rivoir fue capaz de organizar entre el 13 y 15 de junio de 1980 la conferencia nacional sobre la fe y la homosexualidad, en el Centro Ecuménico Agape, en la provincia de Turín. El encuentro marcó el nacimiento de los primeros grupos de creyentes homosexuales en Italia.
En diciembre de 1980 fundó, junto con otras cinco personas, el Grupo del Guado en Milán. En enero de 1981 colaboró en la fundación del grupo de creyentes homosexuales Davide (más tarde Davide e Gionata) en Turín.
Ferruccio Castellano se suicidó en Turín el 16 de septiembre de 1983, después del fallecimiento de su madre. En su honor fue nombrado el Centro de Investigación y Documentación "Ferruccio Castellano" de la fe, la religión y la homosexualidad en Turín.